# Heinz H. Teitge
Heinz H. Teitge (* 5. Mai 1940 in Marburg an der Lahn) ist ein deutscher Trompeter des  Oldtime Jazz und Ingenieur.
Teitge stammt aus einer musikalischen Familie. Während des Studiums spielte er Jazz-, aber auch kommerzielle Tanzmusik. So konnte er das Maschinenbau-Studium finanzieren, das er mit einem Diplom-Ingenieur für Energie- und Wärmetechnik abschloss. Bis zum Jahr 2000 war er als Ingenieur auf dem Fachgebiet Klimatechnik und technische Gebäudeausrüstung im Klinikbau tätig.
Teitge ist Gründungsmitglied der Traditional-Jazz-Band „Kreisjazzwerkerschaft & Rose Nabinger“ und auf allen Tonträgern der Gruppe auf der Trompete zu hören. Teitge ist außerdem Leader von „Sir Henry’s Saloon Orchestra“. Diese Band tritt besonders häufig bei Medizin-Kongressen auf; am Saxophon der Band war lange Jahre der Schmerztherapeut Prof. Horst Ferdinand Herget aus Gießen. Gast-Stars in dieser Band waren u. a. die „Lady Bass“ Lindy Huppertsberg und der Saxophonist Stevan Bodo vom Orchester Max Greger. Teitge spielte auch mit dem Klarinettisten und Bandleader der Barrelhouse Jazzband Reimer von Essen und dem Pianisten Dirk Raufeisen.
Teitge ist als Trompeter ein beliebter Gast bei Auftritten deutscher Jazzbands. Er spielte u. a. bei den Dixie Friends Krombach, im Jazz-Orchester der Bassistin Jutta Klauer und bei Papa Bela’s Dixie Kings. Sehr häufig spielt er mit der Railhouse Dixieland Jazzband und den Hot Swingers Marburg. Er spielte mit dem Dietrich Geldern Swingtett, den Red Wings von Adolf Klapproth (Grünberg) und der Jazzband Ocktown City Stompers (Lüneburg).
Obgleich lange Zeit Amateurmusiker, trat Teitge in Kanada auf und in Europa (er machte in Spanien etwa 10 Tourneen) und hatte zahlreiche Live-Auftritte in Deutschland und im Fernsehen. Er ist auch als Komponist und Arrangeur tätig und außerordentliches Mitglied in der GEMA.

## Werke
- Der Jazz in Marburg – Eine Dokumentation: Beginn der Jazz-Ära in Marburg. Eine Chronologie des Jazz in Marburg. Marburg 2013. ISBN 978-3-00-041899-0

## Lexikalische Einträge
- Jürgen Wölfer: Jazz in Deutschland. Das Lexikon. Alle Musiker und Plattenfirmen von 1920 bis heute. Hannibal, Höfen 2008, ISBN 978-3-85445-274-4.